# Chiba Lotte Marines
Chiba Lotte Marines (千葉ロッテマリーンズ Chiba Rotte Marīnzu)  là một câu lạc bộ bóng chày chuyên nghiệp tại chi Pacific League của giải Nippon Professional Baseball (NPB), có trụ sở tại thành phố Chiba, tỉnh Chiba, thuộc vùng Kantō, Nhật Bản. CLB thuộc sở hữu của tập đoàn Lotte Holdings Co., Ltd.. Thành lập với tên gọi Mainichi Orions, Marines là thành viên sáng lập của chi Pacific League trong cuộc thay đổi tổ chức của Giải bóng chày Nhật Bản thành cơ cấu 2 chi giải mang tên Nippon Professional Baseball năm 1950, cũng như là CLB chiến thắng serie chung kết đầu tiên vào năm 1950. Từ năm 1992, sân nhà của Marines là Sân vận động ZOZO Marine, tọa lạc tại phường Mihama, Chiba, có sức chứa 30.118 người.
Biệt danh "Marines" bắt nguồn từ tên sân nhà của CLB có tên chính thức là Sân vận động Chiba Marine, vì sân bóng này nằm ngay cạnh mặt biển.

## Lịch sử
Đội bóng Marines được thành lập vào năm 1950 với tên gọi Mainichi Orions, là thành viên đầu tiên của chi giải Pacific League và thuộc sở hữu của tờ báo Mainichi Shimbun. Cái tên Orions được lấy cảm hứng theo chòm sao cùng tên. CLB đã giành chiến thắng trong serie chung kết Nippon Series đầu tiên vào năm 1950.
Năm 1958, CLB đã tiến hành sáp nhập với Daiei Unions và đổi tên thành Daimai Orions, để phản ánh rằng quan hệ sở hữu 50/50 giữa Daiei và Mainichi tại CLB, với quyền kiểm soát được trao cho chủ tịch Daiei Film Nagata Masaichi. Năm 1964, CLB đổi tên thành Tokyo Orions và sau đó là Lotte Orions vào năm 1969 khi quyền sở hữu được bán cho Lotte, một công ty có trụ sở tại Hàn Quốc được thành lập tại Nhật Bản bởi một người Hàn kiều. Orions đã không thể tái hiện thành công trong ngày đầu thành lập, với việc thua cả hai lần góp mặt tại Nippon Series vào các năm 1960 và 1970.
Năm 1972 đánh dấu mùa giải cuối cùng CLB hoạt động tại trung tâm Tokyo. Từ năm 1973 đến năm 1977, Lotte Orions lấy sân nhà tại thành phố Sendai, tỉnh Miyagi, miền bắc Nhật Bản. Năm 1974, họ đánh bại Chunichi Dragons, trở thành đội đầu tiên của Pacific League giành chiến thắng Nippon Series sau kỉ nguyên thống trị của Yomiuri Giants với chín danh hiệu liên tiếp với cặp đánh bóng "trọng pháo" Oh – Nagashima. Tuy nhiên sau khi đánh bại Dragons, chủ sở hữu CLB là Lotte Holdings lại quyết định tổ chức lễ diễu hành chiến thắng tại Tokyo, khiến người hâm mộ tại Sendai vô cùng phẫn nộ. Hành động quay lưng trên với người hâm mộ địa phương đã khiến lượng khán giả tới sân của Orions giảm mạnh, từ các trận đấu cháy vé vào năm 1973 xuống chỉ còn 2.000–3.000 người mỗi trận trong những năm cuối của CLB tại Sendai. 
Năm 1977, Orions đã ký hợp đồng với cầu thủ Major League Baseball Leron Lee, người sau đó đã thi đấu mười một mùa giải cho CLB, đạt tỉ lệ đạt hit 0,320 và 283 lần ghi home run với 912 RBI trong sự nghiệp. Lee đã giữ kỷ lục Nhật Bản về tỉ lệ hit trung bình trong sự nghiệp (trong số cầu thủ có hơn 4.000 lần đánh bóng) trước khi bị Aoki Norichika vượt qua vào năm 2018. Năm 1978, Lee mời em trai là Leon Lee sang Nhật Bản thi đấu, và hai anh em đã làm nên một cặp song sát đáng sợ của Orions trong năm mùa giải — năm 1980, Leron có 33 lần home run, 90 RBI và tỷ lệ đạt hit .358; trong khi Leon ghi 41 home run, đánh về 116 điểm, với tỷ lệ hit .340.
Năm 1978, CLB quay trở lại khu vực Tokyo và lấy sân nhà tại Sân vận động Kawasaki tại thành phố Kawasaki, nơi trước đây là sân nhà của Taiyo Whales (ngày nay mang tên là Yokohama DeNA Baystars).
Năm 1992, đội chuyển đến Sân vận động Chiba Marine tại thành phố Chiba, nằm ở bờ đông của vịnh Tokyo. Sau khi tổ chức một cuộc bỏ phiếu để người hâm mộ chọn tên mới cho đội bóng, cái tên "Dolphins" đã chiến thắng, với lựa chọn phổ biến kế đến là "Pirates". Tuy nhiên, cái tên "Dolphins" đã bị loại bỏ vì mặc dù một đội không liên quan có tên là Nagoya Golden Dolphins (sau này được gọi là Nagoya Kinko) đã không còn tồn tại từ lâu, nhưng chữ cái đầu để nhận diện trên phát sóng truyền hình là "D" đã bị trùng với Dragons thuộc Central League. Trong khi đó, "Pirates" bị bỏ qua vì tên Chiba Pirates đã trùng với một đội trong một bộ truyện tranh bóng chày dẫn tới các rủi ro về bản quyền; ngoài ra, vì đội bóng trong truyện có thành tích rất tệ, nên ban lãnh đạo không muốn CLB, vốn đã trải qua 3 trong 4 mùa giải gần nhất ở cuối bảng xếp hạng, bị liên tưởng thêm tới sự tệ hại của đội bóng trong truyện. Ban lãnh đạo cuối cùng đã chọn "Marines", và CLB đã giải thích tên trên theo nghĩa là "những người anh hùng biển cả" (và vì chữ cái "M" có sẵn cho nhận diện truyền hình), làm nên tên câu lạc bộ là Chiba Lotte Marines cho tới nay.  Ban đầu, câu lạc bộ sử dụng màu hồng, xanh và trắng cho logo của họ, với họa tiết bao gồm một con tàu cướp biển, với một con mòng biển bên dưới và một họa tiết sóng để phản ánh dòng hải lưu ngoài khơi bờ biển Chiba. Vào năm 1995, logo đã được thay đổi thành thiết kế hiện tại, đồng thời loại bỏ màu hồng và xanh lam để chuyển sang màu đỏ, đen và trắng (màu đỏ đã bị loại bỏ vào năm 2019). Thiết kế logo hiện tại có hình một quả bóng chày ở phía sau với một con mòng biển đang bay, tên câu lạc bộ được bao quanh bởi một viền tròn.
CLB đã không thể vào tới Nippon Series cho đến năm 2005. Marines bắt đầu mùa giải 2005 ở vị trí đầu tiên với sự dẫn dắt của huấn luyện viên người Mỹ Bobby Valentine, người đã trở lại sau khi dẫn dắt đội giành vị trí thứ 2 vào năm 1995 trước khi những bất đồng với tổng giám đốc Hirooka Tatsuro đã khiến ông phải rời đi, nhưng đã tụt lại sau Fukuoka SoftBank Hawks khi mùa giải kết thúc. Theo thể thức play-off ở Pacific League vào thời điểm đó, serie play-off sơ bộ tranh ba trận thắng diễn ra giữa hai đội xếp thứ nhất và thứ hai khi kết thúc mùa giải để tranh vé dự Nippon Series. Marines đã đánh bại Hawks với tỷ số trận 3-2 để vượt qua vòng chung kết Pacific League, giành chiến thắng trong trận đấu quyết định mặc dù bước vào hiệp thứ tám bị dẫn trước với tỉ số 2-1.
Tham dự Nippon Series lần đầu tiên sau 31 năm kể từ năm 1974. Marines đã vùi dập Hanshin Tigers trong thế trận hoàn toàn một chiều với tỉ số trận 4-0, trong đó ba trận đầu tiên Marines đều ghi được 10 điểm. Sự áp đảo của Marines trước Tigers đã một lần nữa dấy lên tranh luận từ trước đó về việc cần áp dụng hệ thống thể thức vòng loại trực tiếp tại Central League mà sau đó đã được bổ sung vào năm 2007 (xem Climax Series). Marines đã đánh bại Samsung Lions của Hàn Quốc trong vòng chung kết của giải Konami Cup .
Năm 2010, Marines giành vị trí thứ ba vào ngày cuối cùng của mùa giải để giành được một suất tham dự Climax Series. Họ sau đó đã vượt qua Climax Series để giành quyền tham dự Nippon Series và đối đầu với Chunichi Dragons. Marines đã đánh bại Dragons sau bảy lượt trận, bao gồm bốn trận thắng, hai thua và một hòa, giành dành danh hiệu Nippon Series lần thứ hai trong vòng chưa đầy mười năm.
Năm 2013, Marines giành vị trí thứ ba để giành một suất tham dự Climax Series và đánh bại Saitama Seibu Lions sau 3 lượt trận ở vòng đầu tiên. Tại vòng chung kết Pacific League, họ để thua sau 5 lượt trận trước Tohoku Rakuten Golden Eagles, đội sau đó đã tiếp tục đánh bại Yomiuri Giants sau 7 lượt trận để giành chức vô địch Nippon Series đầu tiên trong lịch sử CLB.
Marines tiếp tục giành quyền vào vòng play-off vào năm 2015, và đã đánh bại Hokkaido Nippon-Ham Fighters sau 3 lượt trận ở vòng đầu tiên, trước khi thua trắng 3 trận trước Fukuoka SoftBank Hawks, đội được hưởng 1 trận thắng lợi thế vì có thành tích mùa giải tốt hơn tại Pacific League.
Mùa giải tiếp theo, họ trở lại vòng play-off, nhưng thua trắng 2 lượt trận trước Hawks ở vòng đầu tiên.
Phải đến năm 2020, Marines mới xuất hiện trở lại tại vòng play-off nhưng tiếp tục bị Hawks đánh bại, với lợi thế dẫn trước 1 trận, ở vòng đầu tiên.
Họ đã trở lại vào năm sau khi đánh bại Eagles sau 2 lượt trận ở vòng đầu tiên, với trận hòa ở trận thứ hai cho phép họ đi tiếp nhờ lợi thế xếp trên cuối mùa giải. Sau đó họ thua trắng 3 trận trước Orix Buffaloes ở vòng chung kết trong 3 ván đấu, với kết quả hòa ở ván đấu thứ ba cho phép Orix, với lợi thế xếp trên cuối mùa giải, tiến vào Nippon Series.
Vào ngày 10 tháng 4 năm 2022, Sasaki Rōki đã ném trận hoàn hảo thứ 16 trong lịch sử NPB và cũng là trận đầu tiên tại NPB sau 28 năm. Sasaki đã san bằng kỷ lục NPB hiện tại với việc đạt 19 lần strike-out và lập kỷ lục mới với 13 lần strike-out liên tiếp.   Điều này không ảnh hưởng qua nhiều tới kết quả mùa giải vì Marines chỉ kết thúc ở vị trí thứ 5 với thành tích 69 thắng - 73 thua - 1 hòa, và HLV Iguchi Tadahito bị sa thải sau mùa giải, kế nhiệm bởi Yoshii Masato.

### Những cựu cầu thủ đáng chú ý
- Benny Agbayani (also known as "Benny")
- Ochiai Hiromitsu
- Alfredo Despaigne
- Mike Diaz
- Jose Fernández
- Julio Franco
- Matt Franco
- Mel Hall
- Harimoto Isao
- Baek In-chun
- Pete Incaviglia
- Irabu Hideki
- Fukuura Kazuya
- Kitaru Masaaki
- Hatsushiba Kiyoshi
- Kobayashi Masahide
- Nishioka Tsuyoshi
- Komiyama Satoru
- Bill Madlock
- Leon Lee
- Leron Lee
- Murata Choji
- Jim Lefebvre
- Darryl Motley
- Bill R.W. Murphy
- Nakaushiro Yuhei
- So Katsuo
- Yamauchi Kazuhiro
- Igarashi Akihito
- Arito Michiyo
- Omura Saburo (hay còn gọi là "Saburo")
- Kuroki Tomohiro (còn gọi là "Johnny Kuroki")
- Nomura Katsuya
- Satozaki Tomoya
- Dan Serafini
- Lee Seung-yuop
- Shimizu Naoyuki
- Kim Tae-kyun
- Nishimura Norifumi
- Watanabe Shunsuke
- Julio Zuleta
- Frank Bolick
- Derrick May
- Rick Short
- Brian Sikorski
- José Castillo
- Chen Kuan-yu
- Chen Wei-Yin
- Luis Cruz
- Narimoto Toshihide
- Kosaka Makoto
- Hori Koichi
- Adeiny Hechavarria
- Leonys Martín
- Yamazaki Hiroyuki
- Maeda Yukinaga
- Ushijima Kazuhiko
- Iguchi Tadahito
- Takazawa Hideaki
- Enomoto Kihachi
- Luis Perdomo
- Eric Hillman
- Sasaki Rōki

### Cầu thủ đã và đang thi đấu tại MLB
Đang thi đấu tại MLB:
- Sasaki Rōki (2025–)

Từng thi đấu tại MLB:
- Sawamura Hirokazu (2021–2022)
- Dallas Keuchel (2012–2024)

Đã nghỉ hưu:
- Irabu Hideki (1997–2002)
- Yoshii Masato (1998–2002)
- Komiyama Satoru (2002)
- Iguchi Tadahito (2005–2008)
- Kobayashi Masahide (2008–2009)
- Nishioka Tsuyoshi (2011–2012)
- Tanaka Ryohei (2009–2011)
- Yabuta Yasuhiko (2008–2009)
- Watanabe Shunsuke (2014)
- Nakaushiro Yuhei (2016–2018)

### Số áo được vinh danh
| 26                              |
| Người hâm mộ Treo ngày năm 2005 |

- 26 – Số áo này đã được treo để vinh danh người hâm mộ Marines vào năm 2005. Nó được lấy cảm hứng từ một số đội trong các môn thể thao khác (như bóng đá, loại bỏ số "12" cho "cầu thủ thứ 12", hoặc bóng rổ, loại bỏ số "6" cho "cầu thủ thứ 6"). Đội Tohoku Rakuten Golden Eagles đã cho treo số áo 10 theo cách tương tự. Câu lạc bộ Los Angeles Angels của MLB cũng đã loại bỏ số 26 theo cách tương tự, dành cho người sáng lập Gene Autry .